# IMS – Žeželj

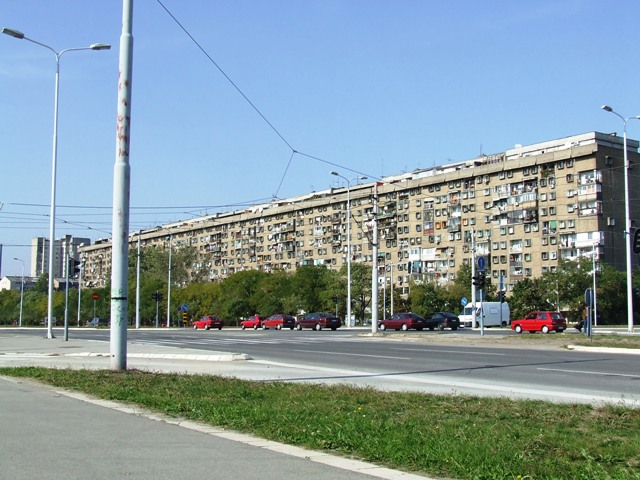
Budova v Bloku 28 v Bělehradě postavená technologií IMS – Žeželj.

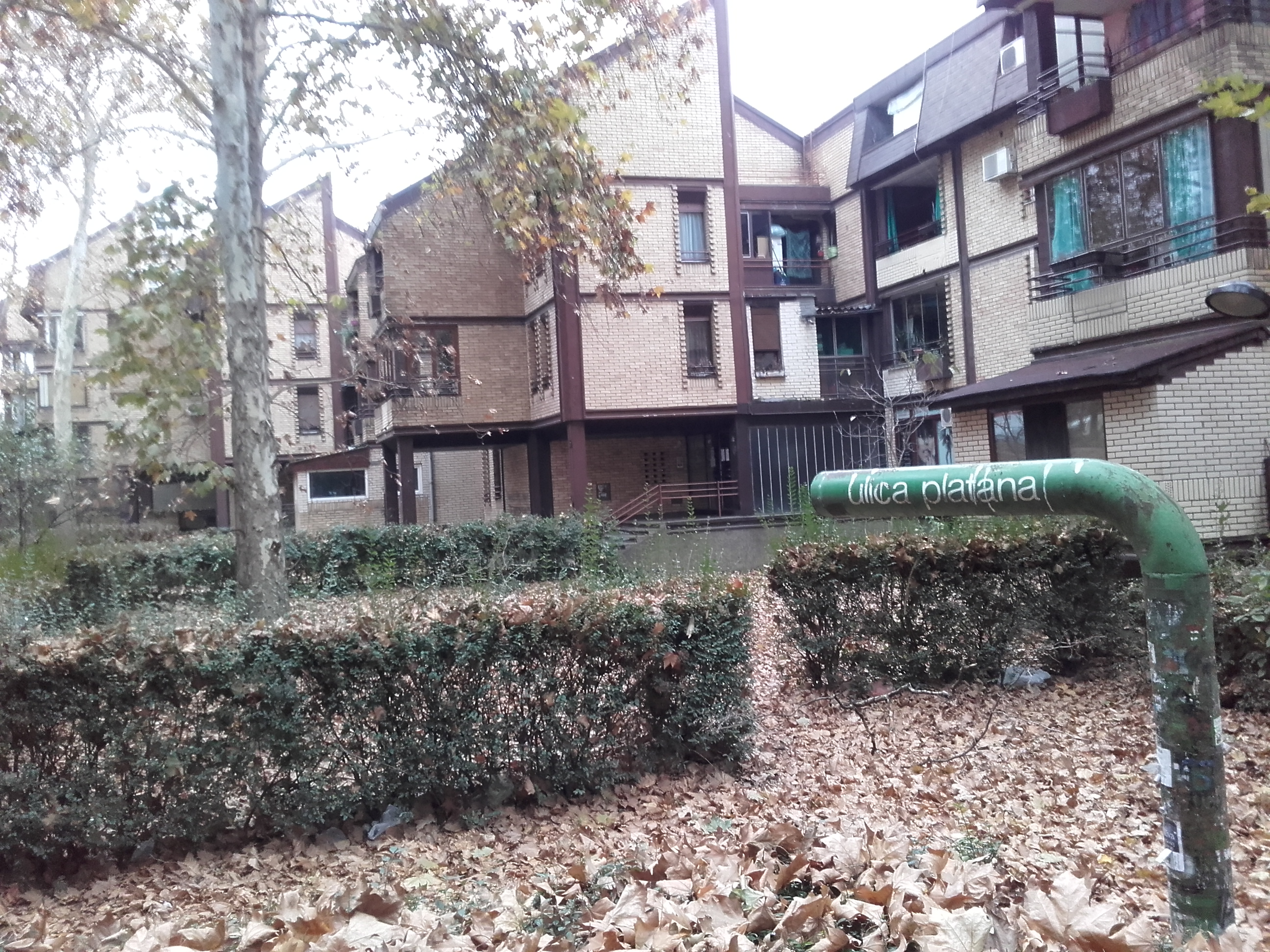
Domy postavené touto technologií na sídlišti Cerak Vinogradi v Bělehradě.

IMS – Žeželj byl obchodní název pro stavební systém rozšířený v socialistické Jugoslávii na začátku druhé poloviny 20. století. Předpokládal stavbu budov za pomocí standardizovaných prefabrikovaných prvků a jejich montování na místě. Pojmenován byl po svém tvůrci, inženýru Branku Žeželjovi, jenž jeho pomocí zrealizoval téměř třetinu staveb, které sám navrhl.

## Historie
Systém byl uplatněn především během výstavby bloků sídliště Nový Bělehrad, konkrétně u bloku 1 a 2. Požadavky na systém vyvstaly z potřeby masové výstavby pro nová sídliště. Zkušební tři stavby byly realizovány tímto systémem v roce 1957. 
Systém za základní stavební prvky nepovažoval panely, nýbrž rastr s nosnými sloupy z předpjatého betonu, na které se zavěšovaly panely pro jednotlivá patra. Půdorys bylo v rámci jasně definovaného rastru možné upravovat různými způsoby, čímž vznikaly unikátní budovy. Stavby, které používaly systém IMS – Žeželj, tak bylo možné budovat obdobně rychle jako panelové domy, nicméně architekti nebyli tolik omezeni technologií výstavby. Sestavování budov na místě probíhalo rychle a bylo jej možné provádět méně kvalifikovanou pracovní silou. Stavby, které vznikly za pomoci systému IMS, měly o 30 % nižší hmotnost, než tomu bylo u konvenčních budov. 
Aby bylo možné jednotlivé prvky dobře spojovat a stavba byla dostatečně pevná, byla v panelech po sestavení napnuta ocelová lana. Vzdálenosti mezi nosnými sloupy se pohybovaly v rozsahu 3,6 až 4,2 m, což bylo více než např. v případě tehdy budovaných chruščovek v SSSR. 
Technologie byla na řadě míst výstavby vždy modifikována, neboť do skeletu bylo možné v rámci jeho možností umisťovat různé další panely a prvky dle požadavku objednatele. Díky tomu tak v Bělehradě nevznikl žádný dům podle jednotného vzoru, systém byl vždy upraven.
O systém měli velmi brzy zájem i další jugoslávští výrobci a technologii odkoupila také armáda.

## Uplatnění
Systém nebyl uplatňován pouze na území SFRJ, nýbrž se díky mezinárodní spolupráci v rámci východního bloku i Hnutí nezúčastněných zemí objevil i v některých dalších zemích, jakými byly např. SSSR, Čínská lidová republika, Maďarsko, Kuba, Etiopie, Angola nebo Egypt. Realizován měl být rovněž i v Angole, nicméně plánované sídliště nakonec v Luandě postaveno nebylo.[zdroj?] V některých zemích byl adaptován na místní technické nebo klimatické podmínky. Kuba odkoupila od Jugoslávie technologii systému, vybudovala tři továrny, které produkovaly potřebné stavební díly, a za jeho pomoci se pokoušela modernizovat vlastní bytový fond. 
Na území bývalé Jugoslávie bylo tímto systémem kromě sídliště Nový Bělehrad (bloky 21, blok 24, 28, 29, 61, 62, 45 a 70) realizována i řada dalších obytných souborů. Mezi ně patřilo např. modernější sídliště Cerak Vinogradi na jihu Bělehradu, dále sídl. Alipašino polje v Sarajevu, sídliště Liman III v Novém Sadu a další.
V polovině 80. let 20. století byl systém významněji inovován a přejmenován jako tzv. Sistem 50. Ten umožnil větší vzdálenost mezi nosnými sloupy a ještě větší variabilitu.